# Tagora rothschildi
Tagora rothschildi is een vlinder uit de familie van de Eupterotidae. De wetenschappelijke naam van de soort is voor het eerst geldig gepubliceerd in 1924 door Strand.